# 海陽町立宍喰中学校
海陽町立 宍喰中学校（かいようちょうりつ ししくいちゅうがっこう）は、徳島県海部郡海陽町にある公立中学校。

## 校訓
- 自律
- 協同
- 努力

## 部活動
- 野球
- 卓球
- バレーボール
- 陸上（部活動はないが随時を行っている）
- 駅伝（部活動はないが随時を行っている）

- 音楽
- バスケットボール（令和2年度より人員不足により廃止）

## 最寄駅
- 阿佐海岸鉄道阿佐東線宍喰駅

## 通学区域が隣接している中学校
- 海陽町立海陽中学校